# Çamlıdere, Ağlasun
Çamlıdere là một xã thuộc huyện Ağlasun, tỉnh Burdur, Thổ Nhĩ Kỳ. Dân số thời điểm năm 2010 là 260 người.